# Maryville (Tennessee)
Maryville ist eine Stadt (mit dem Status „City“) und Verwaltungssitz des Blount County im US-amerikanischen Bundesstaat Tennessee. Das U.S. Census Bureau hat bei der Volkszählung 2020 eine Einwohnerzahl von 31.907 ermittelt.
Maryville liegt in der Knoxville Metropolitan Area, der Metropolregion um die Stadt Knoxville.

## Geografie
Maryville liegt im Osten Tennessees unweit der Mündung des Little Tennessee River in den Tennessee River, der über den Ohio zum Stromgebiet des Mississippi gehört.
Die geografischen Koordinaten von Maryville sind 35°45′23″ nördlicher Breite und 83°58′14″ westlicher Länge. Das Stadtgebiet erstreckt sich über eine Fläche von 43,5 km².
Nachbarorte von Maryville sind Alcoa und Eagleton Village (an der nördlichen Stadtgrenze), Wildwood (12 km nordöstlich), Walland (16,1 km ostsüdöstlich), Greenback (24,1 km südwestlich), Friendsville (16 km westlich) und Louisville (10,8 km nordwestlich).
Die nächstgelegenen größeren Städte sind Knoxville (28,7 km nördlich), Lexington in Kentucky (303 km in der gleichen Richtung), Charlotte in North Carolina (368 km ostsüdöstlich), Greenville in South Carolina (275 km südöstlich), Atlanta in Georgia (284 km südlich), Chattanooga (177 km südwestlich), Tennessees Hauptstadt Nashville (298 km westlich), Bowling Green in Kentucky (340 km nordwestlich) und Kentuckys größte Stadt Louisville (412 km nordnordwestlich).

## Verkehr
Im Stadtgebiet von Maryville treffen die U.S. Highways 129 und 321 sowie die Tennessee State Routes 33, 35, 115, 335 und 336 zusammen. Alle weiteren Straßen sind untergeordnete Landstraßen, teils unbefestigte Fahrwege sowie innerörtliche Verbindungsstraßen.
Durch den Westen der Stadt führt eine Eisenbahnlinie für den Frachtverkehr der CSX Transportation (CSXT).
Der nächste Flughafen ist der sieben Kilometer nördlich gelegene McGhee Tyson Airport von Knoxville.

## Bevölkerung
Nach der Volkszählung im Jahr 2010 lebten in Maryville 27.465 Menschen in 10.712 Haushalten. Die Bevölkerungsdichte betrug 631,4 Einwohner pro Quadratkilometer. In den 10.712 Haushalten lebten statistisch je 2,41 Personen.
Ethnisch betrachtet setzte sich die Bevölkerung zusammen aus 92,0 Prozent Weißen, 3,2 Prozent Afroamerikanern, 0,3 Prozent amerikanischen Ureinwohnern, 1,5 Prozent Asiaten sowie 1,1 Prozent aus anderen ethnischen Gruppen; 1,8 Prozent stammten von zwei oder mehr Ethnien ab. Unabhängig von der ethnischen Zugehörigkeit waren 3,2 Prozent der Bevölkerung spanischer oder lateinamerikanischer Abstammung.
24,2 Prozent der Bevölkerung waren unter 18 Jahre alt, 58,7 Prozent waren zwischen 18 und 64 und 17,1 Prozent waren 65 Jahre oder älter. 53,4 Prozent der Bevölkerung waren weiblich.
Das mittlere jährliche Einkommen eines Haushalts lag bei 50.991 USD. Das Pro-Kopf-Einkommen betrug 26.174 USD. 12,2 Prozent der Einwohner lebten unterhalb der Armutsgrenze.

## Bekannte Bewohner
- Randall Cobb (* 1990) – American-Football-Spieler – geboren und aufgewachsen in Maryville
- Mark Doty (* 1953) – Schriftsteller
- Jack Greene (1930–2013) – Country-Musiker und -Sänger – geboren und aufgewachsen in Maryville
- Sam Houston (1793–1863) – Präsident der Republik Texas, Gouverneur von Tennessee und US-Senator – lebte mehrere Jahre in Maryville
- Lee Humphrey (* 1984) – Basketballspieler – geboren und aufgewachsen in Maryville
- Otto Pflanze (1918–2007) – Historiker – geboren und aufgewachsen in Maryville
- Buster Ramsey (1920–2007) – American-Football-Spieler und – Trainer – lebte in der Gegend und ist in Maryville beigesetzt